# David tenant la tête de Goliath
David tenant la tête de Goliath est un tableau réalisé dans le premier quart du XVIIe siècle par le peintre italien Guido Reni. Il est conservé depuis 1872 au musée des Beaux-Arts d'Orléans, à Orléans, dans le Loiret, en France.

## Présentation
David tenant la tête de Goliath est un tableau réalisé dans le premier quart du XVIIe siècle par le peintre italien Guido Reni. De format vertical, cette huile sur toile est une peinture religieuse qui illustre un épisode du Premier Livre de Samuel, dans l'Ancien Testament. Elle représente David tenant par ses cheveux la tête décapitée de Goliath, qu'il vient d'abattre avec la fronde à sa main droite. Coiffé d'un chapeau rouge à plumet jaune, le jeune héros y figure en pied devant un fond neutre, accoudé sur une colonne brisée.
Passée entre les mains de Louis Phélypeaux de La Vrillière, l'œuvre est conservée depuis 1872 au musée des Beaux-Arts d'Orléans, à Orléans, en France. À Paris, le musée du Louvre compte dans ses collections une autre version que l'on a considérée comme son original jusqu'à la première moitié des années 2020. La galerie des Offices, à Florence, est également détentrice de sa propre variante.

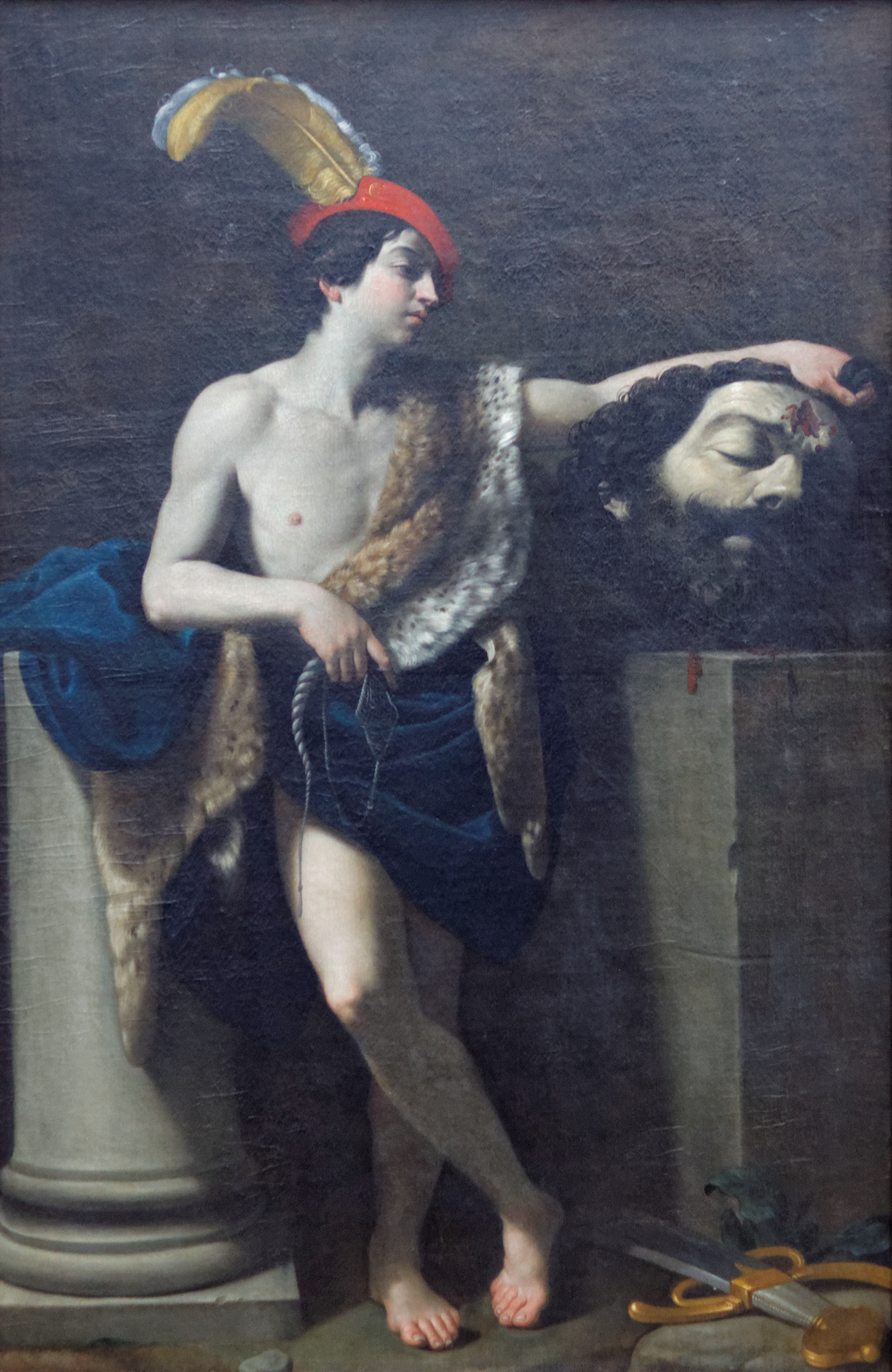
David tenant la tête de Goliath, 1604-1606 – Musée du Louvre, Paris.
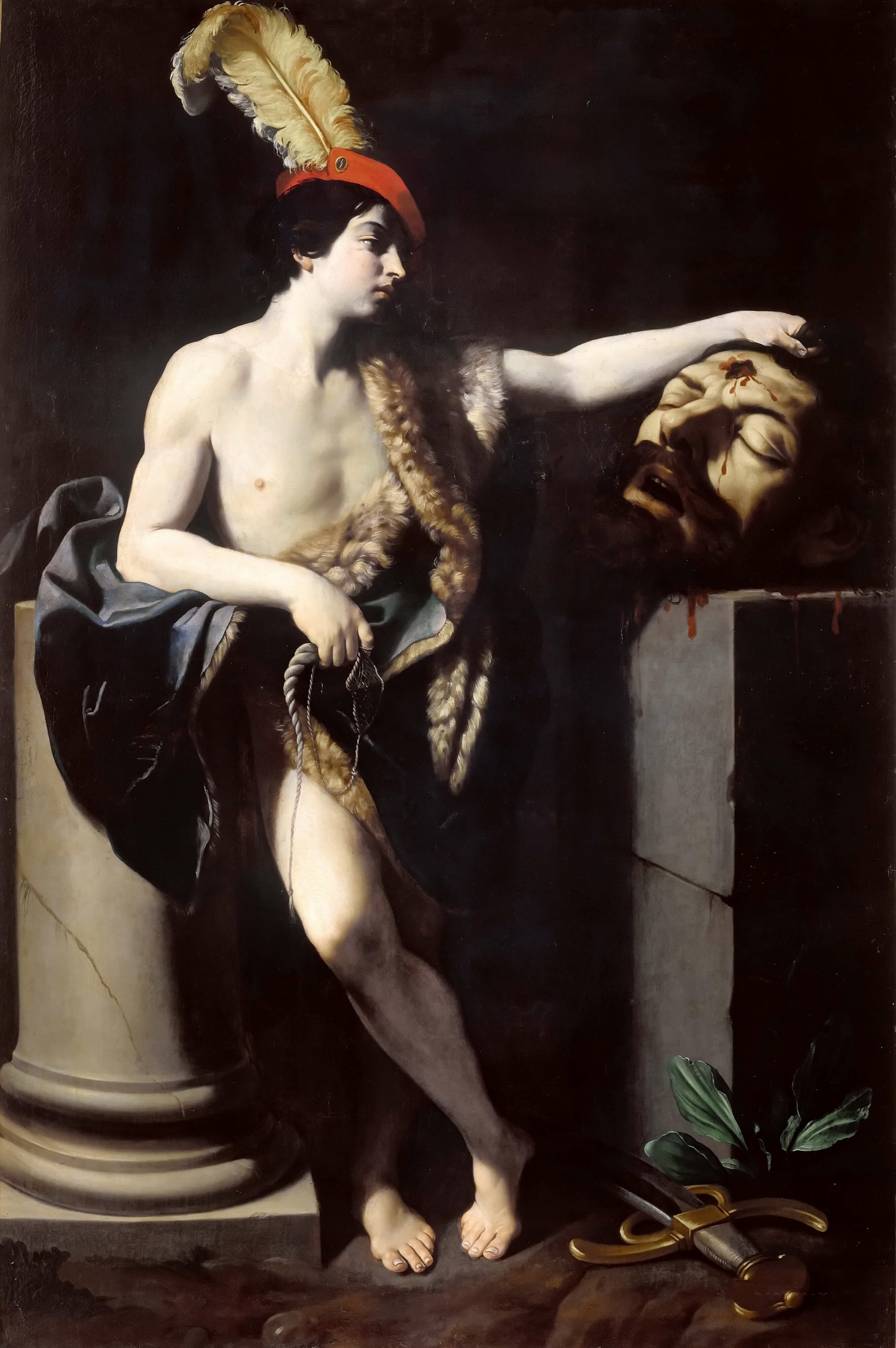
David tenant la tête de Goliath, vers 1605 – Galerie des Offices, Florence.